# 페초리
페초리(러시아어: Печо́ры, 에스토니아어: Petseri 페체리)는 프스코프주에 위치한 도시이다. 2002년의 인구는 1만3,056명이다. 이 중에 에스토니아인들이 일부 거주하고 있다.
16세기에 수도원에서 가까운 포사트 지역에 지어졌고, 이 지역이 무역으로 발전했다. 무서운 이반 시절에는 중요한 요새였고, 러시아의 적군에 의해 수천번은 공격당했다. 1581년에 스테판 바토리의 군대는 이 요새를 몇번 무력으로 정복하려고 했지만, 스웨덴인이나 폴란드인들이 1592년, 1611년, 1615년, 1630년, 1655년에서 1657년까지 요새를 몇번이나 정복했다.
대북방 전쟁이 한창일 때, 러시아인들은 1701년에 M. 셰레메테프의 명으로 페초리 지역의 요새를 다시 세웠다. 1918년 2월에서 12월 사이에 페초리는 독일인들이 점령했다. 에스토니아 독립 전쟁이었을 때, 도시는 1919년 3월 29일에 에스토니아인들이 점령했다. 타르투 조약에 따라 페초리는 에스토니아의 영토로 들어갔고, 페초리는 세투마(Setumaa)로 불리게 되었다.
에스토니아가 독립한 이후에는, 페체리마(Petserimaa, 페체리주) 페체리에 속하게 되었고 11개 군에 속했다. 표트르 교회는 이때 지어졌다. 제2차 세계 대전이 일어난뒤 소련군은 다시 점령했다. 1944년에 소련에 편입되면서 페초리와 페체리 지역은 프스코프주에 속하게 되었다.

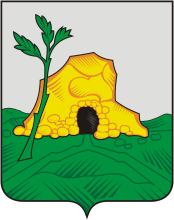
시 문장